# K.u.k. Dragonerregiment „Graf Paar“ Nr. 2

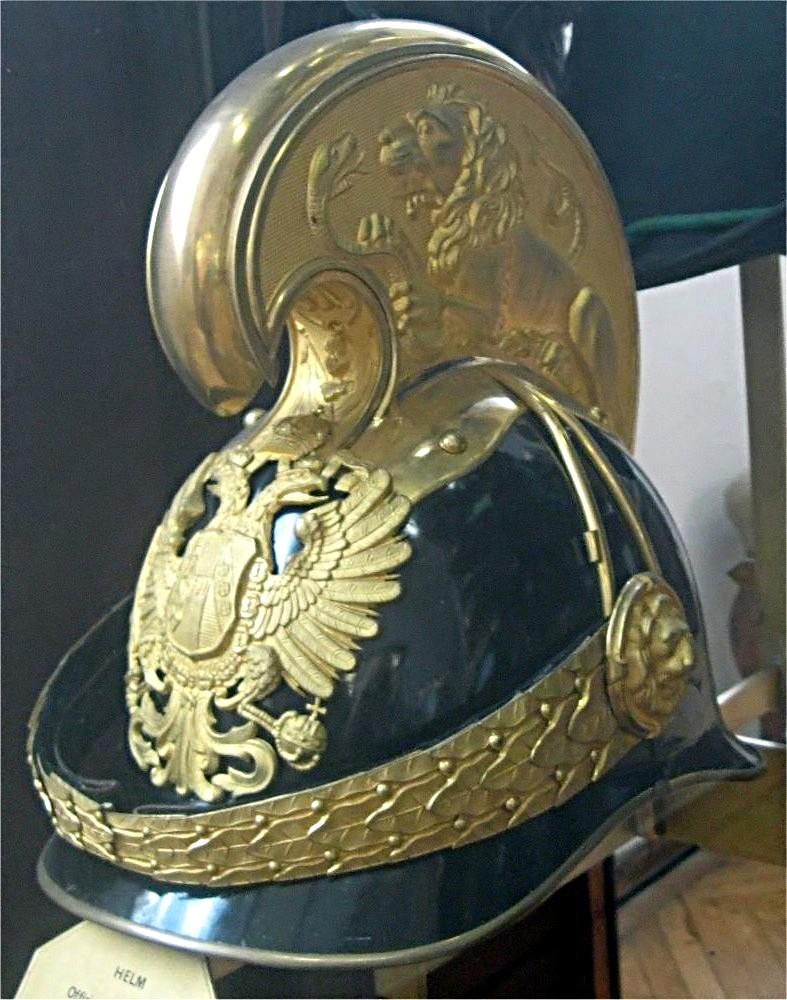
Helm eines Dragoneroffiziers

Der Verband war 1672 als Caraffa-Cürassiere für die kaiserlich-habsburgische Armee errichtet worden. Aus diesem entwickelte sich im Laufe der Zeit bis hin zur Gemeinsamen Armee innerhalb der Österreichisch-Ungarischen Landstreitkräfte das k.u.k. Dragonerregiment „Graf Paar“ Nr. 2.
1769 wurde dem Regiment in der neu errichteten Kavallerie-Rangliste die Bezeichnung Cavallerie-Regiment Nr. 29 zugeteilt. Der Name lautete jedoch bis 1798 weiterhin nach dem Regimentsinhaber (der nicht auch der Kommandant sein musste). Eine verbindliche Regelung der Schreibweise existierte nicht. (z. B. Regiment Graf Serbelloni – oder Regiment Serbelloni.) Mit jedem Inhaberwechsel änderte das betroffene Regiment dann auch seinen Namen.
Nach der Änderung des Systems 1798 galt vorrangig die nummerierte Bezeichnung, die unter Umständen mit dem Namen des Inhabers verbunden werden konnte. Hierbei erfolgte die Umbenennung in Dragonerregiment Nr. 2.
Der zuletzt geführte Name war dem Regiment auf immerwährende Zeit zugeteilt worden, desungeachtet wurden im Jahre 1915 alle Ehrennamen ersatzlos gestrichen. Der Verband hieß von da an wieder nur noch k.u.k. Dragonerregiment Nr. 2 (Dies ließ sich in der Praxis jedoch nicht durchsetzen, einerseits weil sich niemand daran hielt, andererseits weil die sehr sparsame k.u.k. Militärverwaltung angeordnet hatte, zunächst alle noch vorhandenen Formulare und Stempel aufzubrauchen!).
Das Regiment galt als Eliteregiment und führte auch die Bezeichnung „Graf Paar Dragoner“.
Zur Systematik wurden nachträglich auch folgende Nummerierungen eingeführt: 1672/2 (nach Tessin), Kürassierregiment K 14 (nach Bleckwenn).

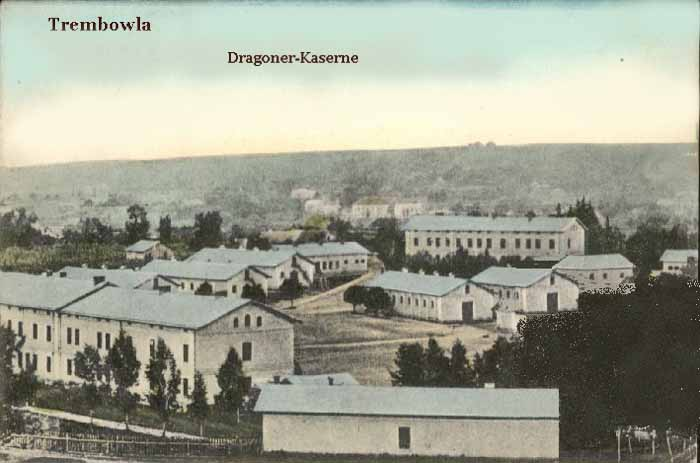
Kaserne des Regiments in Trembowla

## Namensgleiche Verbände
- Von 1798 bis 1801 existierte bereits ein Dragoner-Regiment Kronprinz Ferdinand Nr. 2.
- Von 1802 bis 1860 führte das spätere K.u.k. Husarenregiment „Erzherzog Franz Salvator“ Nr. 15 die Bezeichnung Dragoner-Regiment Nr. 2.
- Von 1860 bis 1867 führte das spätere Dragonerregiment Nr. 11 die Bezeichnung Dragonerregiment Nr. 2.

## Formationsgeschichte
- Mit Patent von Kaiser Leopold wurde ab dem 22. Dezember 1672 durch den Obristen Grafen Caraffa das Kürassier-Regiment Graf Caraffa aufgestellt.
- 1679 wurden Teile des aufgelösten Kürassier-Regiments Holstein eingegliedert.
- 1721 wurde eine Eskadron des Kürassier-Regiments Steinville eingegliedert.
- 1731 wurde die 1727 aufgestellte Auctionskompanie aufgelöst und teilweise an das Kürassier-Regiment Pignatelli und Kürassier-Regiment Kokorowa abgegeben. Die Carabinierkompanie wurde 1768 an das neu aufgestellte 2. Carabinier-Regiment (später Dragoner-Regiment Nr. 1) abgegeben. Eine Eskadron des aufgelösten Kürassier-Regiment Kleinholdt wurde dafür übernommen.
- Eine Eskadron der Majors-Division des aufgelösten Kürassier-Regiment Rothschütz und die ganze Oberst-Division des Kürassier-Regiment Podstatzky wurden 1775 eingegliedert.
- 1801 wurde die Majors-Division des aufgelösten Kürassier-Regiment Zezschwitz übernommen. Wegen der Auflösung der Kürassiere erfolgte 1867 die Umwandlung in ein Dragonerregiment mit der Nummer 2.

## Ergänzungsbezirke
- Ab 1781 aus Ober- und Niederösterreich
- ab 1800 ein Teil der Rekruten aus Böhmen
- ab 1817 Böhmen
- 1853–57 aus dem Ergänzungsbezirk des Infanterie-Regiments Nr. 21 (Chrudim)
- 1857–60 auch noch aus den Ergänzungsbezirken der Infanterie-Regimenter Nr. 11 und Nr. 18 (Písek und Königgrätz)
- 1860–68 aus jenen der Infanterie-Regimenter Nr. 18, 21, und 75
- 1868–83 nur aus den Bezirken der Infanterie-Regimenter Nr. 21 und 75
- ab 1883 aus den Ergänzungsbezirken der Infanterie-Regimenter Nr. 28, 88 und 102 (Prag, Beraun und Beneschau).
- ab 1889 ergänzte das Regiment seinen Personalbestand aus dem Bereich des VIII. Korps (Militär-Territorial-Bezirk Prag)

## Friedensgarnisonen
| I. | II. | III. |
| --- | --- | --- |
| - 1673 verteilt auf Schlesien und Böhmen (Taus) - 1678 verteilt auf Oberungarn (Slowakei) - 1680 Trentschin - 1681–82 Güns - 1698 Schlesien - 1699–1701 Eger - 1711 Budweis, dann Tolna - 1715–16 Komitat Hont - 1718 Warasdin, dann Neapel - 1721 Wien - 1722–32 abwechselnd Slawonien und Serbien - 1732 Arad - 1733 Hermannstadt - 1734–37 Zemplin - 1740–41 Leutschau - 1744 Klausenburg - 1752 Chrudim - 1753 St. Georgen (Pressburg) - 1754–56 Honter und Sohler Komitat - 1763 Gran | - 1765 Ráckeve (Raczkeve) im Komitat Pest - 1771 Czegléd - 1772 Nagykörös - 1776–78 Pest - 1779 Haraszt (Chrasť nad Hornádom) - 1783 Kecskemét - 1784 Iharosberény - 1785–88 Kecskemét - 1790 Mähren, dann Gyöngyös - 1792–93 St. Georgen - 1798–99 Wien - 1801 Gyöngyös - 1804–05 Miskolcz - 1806 Moór, dann Wien - 1807 Güns - 1808–09 Sankt Margarethen im Burgenland - 1810–13 Güns - 1814–15 Saaz - 1816 St. Georgen - 1817 Wien - 1818 Güns | - 1821 Vicenza - 1822 Güns - 1825 Gaja - 1827 Leipnik - 1831 Tarnów - 1832–48 Łańcut - 1849 Wien - 1851 Ödenburg - 1854 Ost-Galizien - 1855 Austerlitz - 1860–66 Kecskemét - 1866 Neuhäusel - 1869 Wien - 1873 Stockerau - 1875 Wien - 1876 Ödenburg - 1884 Wiener Neustadt - 1898 Tarnopol - 1914 Stab/5. Esk.: Tarnopol – I. DivKdo/2./3.Esk.: Czortkow – II. DivKdo/4./6. Esk.: Trembowla – 1.Esk. Zaleszczyki |

## Regimentsinhaber

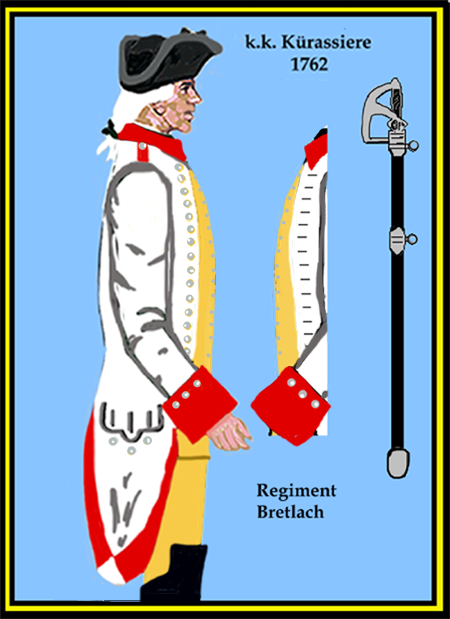
Als Kürassier-Regiment Bretlach 1745–1767

- 1672 Obrist Anton Graf Caraffa (Kürassier-Regiment Graf Caraffa)
- 1693 Obrist Franz Sigmund Graf Schrattenbach (Kürassier-Regiment Graf Schrattenbach)
- 1693 Feldmarschall-Lieutenant Maxmilian Wilhelm, Prinz von Braunschweig-Lüneburg und Hannover (Kürassier-Regiment Prinz von Braunschweig)
- 1726 Generalfeldwachtmeister Ludwig Freiherr von Uffeln (Offeln) (Kürassier-Regiment Uffeln)
- 1733 Generalfeldwachtmeister Carl Herzog von Braunschweig-Wolfenbüttel-Bevern (Kürassier-Regiment Herzog von Braunschweig)
- 1736 Feldmarschall Theodor Fürst Lubomirski (Kürassier-Regiment Fürst Lubomirski)
- 1745 Feldmarschall-Lieutenant Freiherr Johann Franz von Bretlach (Kürassier-Regiment Bretlach)[4]
- 1767 General der Kavallerie Carl Graf Caramelli (Kürassier-Regiment Graf Caramelli)
- 1789 General der Kavallerie Franz Joseph von Este, Erzherzog, Herzog von Modena. (Kaiser Franz IV) (Kürassier-Regiment Erzherzog Franz Joseph)
- 1798 Kürassier-Regiment Nr. 2
- 1846 Feldmarschalleutnant Heinrich Freiherr Sunstenau von Schützenthal
- 1850 Maximilian Joseph II. König von Bayern
- 1864 Feldmarschall Friedrich Graf Wrangel
- 1877 Feldmarschalleutnant Tassilo Graf Festetics de Tolna
- 1883 Feldmarschalleutnant Nicolaus Graf Pejacsevich von Veröcze
- 1890 Feldmarschalleutnant Eduard Graf Paar

### Regiments-Kommandanten
| I. | II. | III. |
| --- | --- | --- |
| - 1673 der Inhaber, Obrist Caraffa - 1674 Obristlieutenant Horatio Graf Srassoldo - 1680 Obristlieutenant Albrecht von Lambach - 1684 Obristlieutenant Carl Marchese Doria - 1690 Obristlieutenant Johann Graf Terzy - 1693 der Inhaber Obrist Graf Schrattenbach - 1694 Obristlieutenant Johann Graf Terzy - 1699 Obristlieutenant-Obrist Freiherr Hochberg von Hennersdorf - 1704 Obristlieutenant Baron Lagelberg - 1707 Obristlieutenant-Obrist Ludwig Freiherr von Uffeln - 1716 Obrist Franz Graf Eltz - 1717 Obrist Graf Trento - 1724 Obristlieutenant-Obrist Johann Heinrich Graf de Palantain - 1734 Obristlieutenant Carl Graf Limburg-Styrum - 1737 Obristlieutenant Freiherr Rzikowsky von Dobrschitz (interim) - 1738 Obrist Hannibal Friedrich Freiherr von Schmerzing - 1742 Obrist Carl Freiherr von Seenús - 1749 Obrist Franz Freiherr von Lützenthal | - 1753 Obrist August Marchese Voghera - 1758 Oberst Anton Freiherr von Münchhausen - 1761 Oberst Joseph von Schimonsky - 1763 Oberst Georg Freiherr von Rothschütz - 1771 Obristlieutenant-Oberst Carl Freiherr von Seenús - 1781 Oberst Carl Freiherr von Gemmingen - 1784 Oberst Wenzel von Seddeler - 1790 Oberstlieutenant-Oberst Anton Freiherr von Barco - 1794 Oberst Johann Graf Nobili - 1796 Oberst Joseph Vigili von Kreuzberg - 1797 Oberst Carl Wilhelmi von Willenstein - 1800 Oberst Bernhard Freiherr von Degelmann - 1800 Oberst Stanislaus Auer - 1801 Oberst Joseph von Theumern - 1809 Oberst Joseph Chevalier de Hennuy - 1813 Oberst Carl von Schaeffer - 1823 Oberst Carl Freiherr von Rehbach - 1831 Oberst Joseph Schmidl von Seeberg - 1837 Oberst Joseph Becker - 1842 Oberst Franz Wizigmann - 1848 Oberst Theodor Graf Kolowrat-Krakowsky - 1849 Oberst Johann Graf Duca di Laurite Montfort | - 1854 Oberst August Freiherr von Heydte - 1859 Oberst Georg Hertweck von Haueneberstein - 1866 Oberst Edgar Graf Erbach-Fürstenau - 1867 Oberst Friedrich Hein von Heinsberg - 1869 Oberst Carl Beales - 1876 Oberst Wilhelm Uiberfeld - 1878 Oberst Alfred Lorenz - 1878 Oberst Wenzel Graf Festetics de Tolna - 1884 Oberstlieutenant Leopold Pova - 1885 Oberst Hugo von Förster - 1894 Oberstlieutenant-Oberst Hugo Graf Kálnoky de Köröspatak - 1896 Oberst Franz Ritter von Zwackh zu Holzhausen - 1898 Oberst Wilhelm Freiherr von Schuchen - 1903 Oberst Anton Hroch - 1906 Oberst Karl Edler von Skala - 1908 Oberst Adam von Petraszkiewicz - 1913 Oberst Carl Freiherr von Peche - Juli 1914: vakant |

## Gefechtskalender

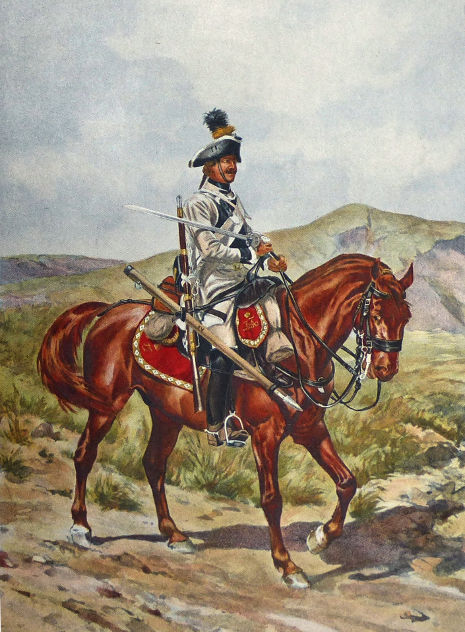
Uniform um 1767

→Antihabsburgischen Aufstände im Königreich Ungarn von 1671–1711
- 1674–80 Feldzüge gegen Aufständische (Malcontenten) in Oberungarn
- 1674 Gefecht bei Tokaj
- 1680 Vier Kompanien des Regiments geraten bei Trentschin in einen Hinterhalt und erleiden große Verluste
- 1682 stand das Regiment unter Srassoldo im Gebiet der Bergstädte

→Großer Türkenkrieg
- 1683 Zum Korps Schulz in Oberungarn abgestellt. Gefecht bei Pressburg, dann in der Hauptarmee im Gefecht am Bisamberg, der Entsatzschlacht bei Wien. Sicherungsdienst am Jablunkapass
- 1684 Beim Abmarsch zum Oberrhein wurde das Regiment nach Ungarn umdirigiert. Am 25. September vor Ofen zur Belagerungstruppe getreten
- 1685 In den Wintermonaten kämpften Teile des Regiments gegen die Scharen Tököly´s bei Rosenau und Tokaj. Teilnahme an der Belagerung von Neuhäusel. Danach Verlegung nach Oberungarn.
- 1686 Sicherungsdienste bei Szolnok. Zur Belagerungtruppe vor Ofen abgestellt. Gefecht bei Szegedin. Über den Winter bei der Blockade von Erlau eingesetzt
- 1687 Bis zur Kapitulation am 17. Dezember bei der Belagerung von Erlau
- 1688 Vorübergehend nach Siebenbürgen verlegt, dann zur Belagerungstruppe vor Belgrad abgestellt

→Pfälzischer Erbfolgekrieg
- 1689 An den Kriegsschauplatz am Rhein verlegt. Teilnahme an der Belagerung von Mainz
- 1690 Ohne Gefechtstätigkeit
- 1691 Auf den Kriegsschauplatz nach Italien (Piemont) verlegt. Dort nahm die Einheit an der Blockade von Carmagnola teil
- 1692–93 Streifen- und Sicherungsdienst vor Pignerol. Gefecht bei Marsaglia (Regimentsinhaber Obrist Graf Schrattenbach gefallen)
- 1694–95 Streifen- und Sicherungsdienst im Piemont
- 1697 Verlegt an den Rhein. Keine Gefechtstätigkeit

→Spanischer Erbfolgekrieg
- 1701 Nach Deutschland verlegt. Streifen- und Sicherungsdienst
- 1702 Teilnahme an der Landau in der Pfalz
- 1703 Vier Eskadronen kämpfen im Gefecht bei Munderkingen, zwei Eskadronen waren zum Korps Styrum abgestellt
- 1704 Gefecht bei Donauwörth. Schlacht von Höchstädt
- 1705 Verlegt auf den Kriegsschauplatz nach Ungarn. Streifzug nach Siebenbürgen. Schlacht bei Sibó, ein Detachement war zur Verteidigung von Schloß Angern abgestellt
- 1706 Bis auf 250 Mann des Detachements Obrist Tige verlegt das Regiment nach Ungarn
- 1707 In Oberungarn im Korps Starhemberg
- 1708–09 Grenzsicherung der niederösterreichisch-steirischen Grenze bei Ödenburg
- 1710 Teilnahme an der Belagerung von Neuhäusel
- 1711 Bei der Belagerung von Kaschau, später zum „Neutralitäts-Korps“ in Schlesien abgestellt
- 1712 Verlegung an den Rhein
- 1713 Streifendienst im Schwarzwald, ein Detachement von ca. 150 Mann bei der Besatzung in Landau

→Venezianisch-Österreichischer Türkenkrieg
- 1716 Schlacht bei Peterwardein und Kämpfe vor Temesvár
- 1717 Teilnahme an der Belagerung und Schlacht von Belgrad. Obristlieutenant Graf Trento wurde für Tapferkeit in der Schlacht zum Obristen ernannt. Streifzug gegen Uzica.

→Krieg der Quadrupelallianz
- 1718 Verlegung nach Oberitalien
- 1719 Verlegung nach Sizilien
- 1719 Schlacht bei Francavilla
- 1720 Kämpfe in Westsizilien. Gefechte bei Ribera und vor Palermo.
- 1735 Ohne Gefechtstätigkeit in Ungarn stationiert

→Russisch-Österreichischer Türkenkrieg (1736–1739)
- 1737 Sicherungsdienste in Siebenbürgen und im Fürstentum Walachei
- 1738 Sicherungsdienste vor Temesvár
- 1739 Nach der Schlacht bei Grocka mit vier Karabinier-Kompanien den Rückzug gedeckt.

→Österreichischer Erbfolgekrieg
- 1741 Kämpfe in Böhmen
- 1742 Hohe Verluste im Gefecht bei Tschaslau. Zu Belagerung von Prag abgestellt
- 1742/43 Im Winter bei der Belagerung von Eger eingeteilt. Belagerung von Ingolstadt, danach Abmarsch nach Siebenbürgen

→Siebenjähriger Krieg
- 1756 Schlacht bei Lobositz
- 1757 Schlacht bei Prag. Aus versprengten Kürassieren werden zwei Eskadronen formiert und bei der Verteidigung von Prag eingesetzt. Große Verluste hatte das Regiment in der Schlacht bei Roßbach.
- 1758 Keine Gefechtstätigkeiten
- 1759 Im Verband mit dem Regiment Savoyen-Dragoner Scharmützel bei Meiningen gegen hessische Truppen. Kämpfe bei Meißen und Gefecht bei Maxen
- 1760 Gefecht bei Strehlen
- 1762 Kämpfe bei Freiberg

→Bayerischer Erbfolgekrieg
- 1778–79 in Böhmen, ohne Gefechtstätigkeit

→ Russisch-Österreichischer Türkenkrieg (1787–1792)
- 1788 Bei der Hauptarmee an der Save, dann im Banat. Rückzugsgefechte bei Karansebes
- 1789 Sicherung der zur Belagerung von Belgrad eingesetzten Truppen
- 1790 Patrouillen- und Sicherungsdienste in Böhmen und Schlesien

→Koalitionskriege
- 1793 Gefechte in den Österreichischen Niederlanden und in Luxemburg
- 1794 Kämpfe bei Arlon und Fleurus, eine Eskadron bei Quatrobras
- 1795 Patrouillen und Sicherungsdienste am Oberrhein, ohne Gefechtsaktivitäten
- 1796 Dem Korps Latour zugeteilt. Kämpfe bei Kuppenheim, Malsch, Neresheim, einzelne Divisionen bei Geisenfeld und Donauwörth, ein Detachement bei Ingolstadt. Deckung der Belagerung von Kehl bei Lichtenau
- 1797 Marsch nach Kärnten
- 1799 Zurück nach Deutschland. In der Schlacht bei Ostrach wurde ein Zug als Geschützdeckung verwendet. Später Kämpfe bei Stockach. danach zur Reserve an den Rhein verlegt. Detachements nahmen an den Gefechten bei Weingarten, Bietigheim, Löchgau, Hoffenheim und Sinsheim (Entsatz von Philippsburg) teil
- 1800 Kämpfe bei Engen, Möskirch, Memmingen an der Iller, Wettenhausen, Gundelfingen an der Donau, später bei Hohenlinden, Anthering und Lambach

- 1805 mit 4 Divisionen in Deutschland. Verschiedene Abteilungen fochten im Corps des Feldmarschalleutnant Franz Freiherr von Werneck und waren in Trochtelfingen (Kapitulation) dabei, die übrigen Abteilungen kamen nach der Kapitulation des Feldmarschalleutnants Mack bei Ulm in französische Kriegsgefangenschaft. Nur ca. 50 Mann gelang es sich an das Korps Erzherzog Ferdinands anzuschließen und nach Böhmen durchzuschlagen, wo sie mit einer Abteilung von Hohenzollern – Kürassieren Nr. 8 eine Eskadron bildeten und noch bei Stecken (Štoky, Tschechien) fochten

- 1809 Dem I. Reservekorps in Deutschland zugeteilt. Kämpfe bei Eggmühl und mit besonderer Auszeichnung in der Schlacht bei Aspern, der Schlacht bei Wagram und bei Znaim

→Befreiungskriege
- 1813 Zwei Divisionen waren dem Kavalleriekorps der Hauptarmee zugeteilt. Bei Dresden ohne größere Aktion, kämpfte das Regiment später mit Auszeichnung in der Völkerschlacht bei Leipzig
- 1814 Patrouillen- und Sicherungsdienste zwischen Besançon und Lyon

→Herrschaft der Hundert Tage
- 1815 Keine Gefechtstätigkeit

→Revolution von 1848/1849 im Kaisertum Österreich
- 1848 Nur die Oberstlieutenant-Division wurde dem Korps Schlick zugeteilt und aus Galizien nach Ungarn verlegt. Dort Kämpfe bei Budamér und Szikszó
- 1849 Kämpfe bei Kaschau, Tarczal, Keresztúr, Szén, Kápolna und Mezö-Kövesd. Später in das II. Reservekorps eingeteilt, unternahm die Division Streifzüge an der steirisch-ungarischen Grenze. Im September vor der Festung Komorn. Die Majors-Division rückte im April mit dem Korps Vogel auf den Kriegsschauplatz nach. Sie kam später in das IV. Korps (Wohlgemuth) und kämpfte bei Schintau, Pered (Tešedíkovo), Puszta-Herákly, dann bei Szőreg, im Komitat Csanád, bei Temesvár und Lugos. Die Oberst-Division war in Galizien geblieben.

→Deutscher Krieg
- 1866 Im Krieg gegen Preußen stand das Regiment mit der 1. Eskadron in der 3. Reserve-Kavallerie Division der Nord-Armee und zeichnete sich in der Schlacht bei Königgrätz aus.

→Erster Weltkrieg
Im Ersten Weltkrieg sahen sich die Kavallerie-Regimenter den unterschiedlichsten Verwendungen ausgesetzt. Zum Teil bestanden sie im Regimentsverband weiter, zum Teil wurden sie Eskadronsweise auf die Infanterie-Truppendivisionen, Korps- und Armeestäbe als sogenannte Divisionskavallerie aufgeteilt. (Sie versahen dort Dienste als Aufklärungs- und Meldereiter, sowie als Sicherungs-Detachements.) Wie die meisten der Regimenter mussten jedoch auch die Graf Paar Dragoner bald die Pferde abgeben (soweit sie noch welche hatten) und kamen danach zum infanteristische Einsatz. 1917 wurde das Regiment von der russischen Front auf den italienischen Kriegsschauplatz verlegt.

## Eperjeser Schlachtbank
Der erste Regimentsinhaber Obrist Graf Caraffa wurde durch die sogenannte Eperjeser Schlachtbank („Marcellum Eperiessiense“) bekannt. Als Kommandant in Oberungarn stand er 1686 an der Spitze eines Gerichtes, das die Anhänger Tökölys bestrafen sollte. Aufgrund von konstruierten Anschuldigungen, mit einer Dirne als Hauptbelastungszeugen, ließ er 24 Bürger und Angehörige des niederen Adels aus Eperjes und Umgebung zwischen März und September 1687 grausam foltern und anschließend hinrichten. Die Körper wurden gevierteilt und für einige Monate am Stadttor aufgehängt. Erst Ende des Jahres gelang es den Delegaten des ungarischen Landtages in Pressburg bei Kaiser Leopold I., der von den Vorkommnissen nichts wusste, die Aufhebung des Gerichtes zu erwirken. An der Hinrichtungsstätte stehen heute eine barocke Statuengruppe der Immaculata und eine Gedächtnistafel mit den Namen der Opfer.

## Verbleib
Nach der Proklamation der Tschechoslowakei als eigenständiger Staat im Oktober 1918 wurden die tschechischstämmigen Soldaten von der Interimsregierung aufgerufen, die Kampfhandlungen einzustellen und nach Hause zurückzukehren. In der Regel wurde dieser Aufforderung Folge geleistet. Staatsrechtlich galt die Aufforderung auch für die deutsch-böhmischen Soldaten, da sie nunmehr tschechoslowakische Staatsbürger waren. Das Dragoner-Regiment Nr. 2 jedoch blieb mit seinem deutschen Restkader bis zum offiziellen Kriegsende bei der Fahne und geriet nach dem mit Italien geschlossenen Waffenstillstand in Südtirol in Kriegsgefangenschaft. Somit war der Verband seinem bisherigen Oberkommando, dem k.u.k. Kriegsministerium entzogen und konnte von diesem nicht demobilisiert und allenfalls theoretisch aufgelöst werden. Ob, wann und wo eine solche Auflösung stattgefunden hat, ist nicht bekannt, da in der Nachkriegsarmee Österreichs ein Dragonerregiment Nr. 2 bestand, bis dieses im Jahre 1938 in die deutsche Wehrmacht eingegliedert wurde.

## Status und Verbandszugehörigkeit 1914
XI. Korps – 8. Kavallerie Truppendivision – 15. Kavalleriebrigade
Nationalitäten: 61 % Tschechen – 26 % Deutsche – 13 % Sonstige
Regimentssprache: Tschechisch und Deutsch

## Adjustierung
Adjustierung als Kürassier-Regiment
- 1738: Weißer Rock, rote Aufschläge
- 1765: Weißer Rock, schwarze Egalisierung, weiße Hosen, weiße Knöpfe
- 1798: Weißer Rock, schwarze Egalisierung, weiße Hosen, weiße Knöpfe
- 1850: Weißer Rock, schwarze Egalisierung, lichtblaue Patalons, weiße Knöpfe

Als Dragoner-Regiment Nr. 2
- 1868: lichtblauer Waffenrock, schwarze Egalisierung, krapprote Stiefelhose, weiße Knöpfe

## Gliederung
Ein Regiment bestand in der Österreichisch-Ungarischen Kavallerie in der Regel ursprünglich aus drei bis vier (in der Ausnahme auch mehr) Divisionen. (Mit Division wurde hier ein Verband in Bataillonsstärke bezeichnet. Die richtige Division wurde Infanterie- oder Kavallerie-Truppendivision genannt.) Jede Division hatte drei Eskadronen, deren jede wiederum aus zwei Kompanien bestand. Die Anzahl der Reiter in den einzelnen Teileinheiten schwankte, lag jedoch normalerweise bei etwa 80 Reitern je Kompanie, bzw. 160 Reitern je Eskadron.
(Bei der durch Kaiser Joseph II. begonnenen Heeresreform war die Kompaniegliederung innerhalb der Kavallerie jedoch bereits aufgegeben worden.)
Die einzelnen Divisionen wurden nach ihren formalen Führern benannt:
- die 1. Division war die Oberst-Division
- die 2. Division war die Oberstlieutenant (Oberstleutnant)-Division
- die 3. Division war die Majors-Division
- die 5. Division (soweit vorhanden) war die 3. Majors-Division

Im Zuge der Heeresreform wurden die Kavallerie-Regimenter ab 1860 auf zwei Divisionen reduziert.
Bedingt durch die ständige Umbenennung sind die Regimentsgeschichten der österreichisch-ungarischen Kavallerie nur sehr schwer zu verfolgen. Hinzu kommt die ständige und dem Anschein nach willkürliche, zum Teil mehrfache Umklassifizierung der Verbände. (Zum Beispiel: k.u.k. Böhmisches Dragoner-Regiment „Fürst zu Windisch-Graetz“ Nr. 14)
- siehe: k.u.k. Dragoner

## Regimentsmusik
Der Parademarsch im Trab war der „Hunyady-Marsch“.